# Calais
Calais (син.: Alaus) — род жуков-щелкунов из подсемейства Agrypninae.

## Описание
Тело удлинённое, узкое. Опушение короткое, тонкое, чёрное и с или без смешанных бледных чешуек. Мезометастернальные швы между тазиками бороздковые.

## Список видов
- Alaus afghanicus Chassain, 1991
- Alaus brandti Platia & Gudenzi, 1999
- Alaus oculatus (Linnaeus, 1758) — Глазчатый щелкун
- Alaus parreyssi (Steven, 1829) — Щелкун Паррейса
- Alaus persicus Chassain, 1991
- Alaus sulcicollis Kiesenwetter, 1879
- Alaus wittmeri Chassain, 1983